# Lijst van Eerste Kamerleden 1871-1874
Lijst van Eerste Kamerleden 1871-1874 geeft een overzicht van de leden van de Nederlandse Eerste Kamer in de periode tussen de verkiezingen van 1871 en de verkiezingen van 1874. De zittingsperiode van de Eerste Kamer ging in op 19 september 1871 en eindigde op 20 september 1874.
De Eerste Kamer telde 39 leden, gekozen door de leden van Provinciale Staten in de elf provincies. Eerste Kamerleden werden gekozen voor een termijn van negen jaar; om de drie jaar werd een derde deel van de Eerste Kamer vernieuwd.
| Naam                                  | groepering          | provincie     | begindatum        | einddatum         | refs   |
| ------------------------------------- | ------------------- | ------------- | ----------------- | ----------------- | ------ |
| Hans van Aylva van Pallandt           | conservatieven      | Gelderland    | 19 september 1871 | 19-09-1880 [ e ]  | [ 1 ]  |
| Louis Beerenbroek                     | gematigde liberalen | Limburg       | 19-09-1865 [ f ]  | 20 september 1874 | [ 2 ]  |
| Dominicus Blankenheym                 | liberalen           | Zuid-Holland  | 19-09-1865 [ f ]  | 7 september 1872  | [ 3 ]  |
| Willem Borsius                        | liberalen           | Zeeland       | 19 september 1871 | 19-09-1880 [ e ]  | [ 4 ]  |
| Ernst Büchner                         | liberalen           | Noord-Holland | 18 november 1873  | 16-09-1877 [ i ]  | [ 5 ]  |
| Eugène van Bylandt                    | liberalen           | Zuid-Holland  | 22-09-1868 [ j ]  | 16-09-1877 [ i ]  | [ 6 ]  |
| Hendrikus Coenen                      | liberalen           | Gelderland    | 22-09-1868 [ j ]  | 16-09-1877 [ i ]  | [ 7 ]  |
| Willem Cost Jordens                   | liberalen           | Overijssel    | 19 september 1871 | 15 september 1873 | [ 8 ]  |
| Coos Cremers                          | liberalen           | Groningen     | 22-09-1868 [ j ]  | 16-09-1877 [ i ]  | [ 9 ]  |
| Daniël de Dieu Fontein Verschuir      | liberalen           | Noord-Holland | 19 september 1871 | 18 augustus 1874  | [ 10 ] |
| Gerard Dumbar                         | liberalen           | Overijssel    | 21 november 1873  | 19-09-1880 [ e ]  | [ 11 ] |
| Albertus Duymaer van Twist            | gematigde liberalen | Zuid-Holland  | 19-09-1865 [ f ]  | 20 september 1874 | [ 12 ] |
| Frans van Eysinga                     | liberalen           | Friesland     | 22-09-1868 [ j ]  | 16-09-1877 [ i ]  | [ 13 ] |
| Jan Fransen van de Putte              | gematigde liberalen | Zeeland       | 22-09-1868 [ j ]  | 16-09-1877 [ i ]  | [ 14 ] |
| Cornelis Geertsema                    | liberalen           | Groningen     | 19 september 1871 | 19-09-1880 [ e ]  | [ 15 ] |
| Jan van Goltstein                     | conservatieven      | Utrecht       | 19-09-1865 [ f ]  | 17 februari 1872  | [ 16 ] |
| Willem van Goltstein van Oldenaller   | conservatieven      | Utrecht       | 4 april 1872      | 27 augustus 1874  | [ 17 ] |
| Cornelis Hartsen                      | conservatieven      | Noord-Holland | 22-09-1868 [ j ]  | 16-09-1877 [ i ]  | [ 18 ] |
| Johan Hein                            | liberalen           | Zuid-Holland  | 19 september 1871 | 19-09-1880 [ e ]  | [ 19 ] |
| Johannes Hengst                       | katholieken         | Noord-Brabant | 19-09-1865 [ f ]  | 20 september 1874 | [ 20 ] |
| Joan Huydecoper van Maarsseveen       | gematigde liberalen | Utrecht       | 22-09-1868 [ j ]  | 16-09-1877 [ i ]  | [ 21 ] |
| Jan Messchert van Vollenhoven         | conservatieven      | Noord-Holland | 22-09-1868 [ j ]  | 15 september 1873 | [ 22 ] |
| Franciscus Michiels van Kessenich     | katholieken         | Limburg       | 22-09-1868 [ j ]  | 16-09-1877 [ i ]  | [ 23 ] |
| Carel Nobel                           | liberalen           | Gelderland    | 19 september 1871 | 19-09-1880 [ e ]  | [ 24 ] |
| Lodewijk Pincoffs                     | liberalen           | Zuid-Holland  | 6 november 1872   | 20 september 1874 | [ 25 ] |
| Adrianus Prins                        | liberalen           | Noord-Holland | 19 september 1871 | 20 september 1874 | [ 26 ] |
| Gerrit de Raadt                       | gematigde liberalen | Zuid-Holland  | 19 september 1871 | 19-09-1880 [ e ]  | [ 27 ] |
| Herman Rahusen                        | gematigde liberalen | Noord-Holland | 19 september 1871 | 19-09-1880 [ e ]  | [ 28 ] |
| Cornelis van Rhemen van Rhemershuizen | gematigde liberalen | Gelderland    | 22-09-1868 [ j ]  | 16-09-1877 [ i ]  | [ 29 ] |
| Carolus van Rijckevorsel              | gematigde liberalen | Noord-Brabant | 19 september 1871 | 19-09-1880 [ e ]  | [ 30 ] |
| Louis van Sasse van Ysselt            | katholieken         | Noord-Brabant | 19-09-1865 [ f ]  | 20 september 1874 | [ 31 ] |
| Willem Schimmelpenninck van der Oye   | conservatieven      | Gelderland    | 19-09-1865 [ f ]  | 12 december 1872  | [ 32 ] |
| Gijsbertus Schot                      | liberalen           | Friesland     | 19-09-1865 [ f ]  | 20 september 1874 | [ 33 ] |
| Hendrik Smit                          | gematigde liberalen | Noord-Holland | 19-09-1865 [ f ]  | 20 september 1874 | [ 34 ] |
| Charles Stork                         | liberalen           | Overijssel    | 22-09-1868 [ j ]  | 16-09-1877 [ i ]  | [ 35 ] |
| Gerard van Swinderen                  | liberalen           | Friesland     | 19 september 1871 | 19-09-1880 [ e ]  | [ 36 ] |
| Jacobus Thooft                        | liberalen           | Gelderland    | 16 mei 1873       | 20 september 1874 | [ 37 ] |
| Wyncko Tonckens                       | conservatieven      | Drenthe       | 19-09-1865 [ f ]  | 20 september 1874 | [ 38 ] |
| Hermanus Verschoor                    | gematigde liberalen | Noord-Brabant | 22-09-1868 [ j ]  | 16-09-1877 [ i ]  | [ 39 ] |
| Louis de Villers de Pité              | katholieken         | Limburg       | 19 september 1871 | 19-09-1880 [ e ]  | [ 40 ] |
| Theodorus Viruly                      | liberalen           | Zuid-Holland  | 22-09-1868 [ j ]  | 16-09-1877 [ i ]  | [ 41 ] |
| Joost van Vollenhoven                 | liberalen           | Zuid-Holland  | 19-09-1865 [ f ]  | 20 september 1874 | [ 42 ] |
| Antonius Vos de Wael                  | katholieken         | Noord-Brabant | 19 september 1871 | 19-09-1880 [ e ]  | [ 43 ] |
| Jan de Vos van Steenwijk              | gematigde liberalen | Overijssel    | 19-09-1865 [ f ]  | 20 september 1874 | [ 44 ] |